# Stenanthemum argenteum
Stenanthemum argenteum är en brakvedsväxtart som beskrevs av Anthony R. Bean. Stenanthemum argenteum ingår i släktet Stenanthemum och familjen brakvedsväxter. Inga underarter finns listade i Catalogue of Life.